# Лалин, Уилсон
Уилсон Клементе Лали́н Сальватьерра (исп. Wilson Clemente Lalín Salvatierra; 3 мая 1985, Реталулеу, Гватемала) — гватемальский футболист, защитник клуба «Депортиво Истапа». Выступал в сборной Гватемалы.

## Клубная карьера
Лалин начал карьеру в клубе «Сучитепекес». В 2008 году он дебютировал в Лиге Насьональ. 19 октября в поединке против «Халапы» он забил свой первый гол за команду.
В 2011 году Уилсон перешёл в Депортиво Маркенсе. 10 июля в матче против своего бывшего клуба Сучитепекес он дебютировал за новую команду. 18 августа 2012 года в поединке против Хувентуд Эскуэтлека Лалин забил свой первый гол за Маркенсе.
Летом 2013 года Уилсон перешёл в Комуникасьонес. 4 августа в матче против Эредия Хагуарес он дебютировал за новый клуб. 25 августа в поединке против Универсидад Сан-Карлос Лалин забил свой первый гол за Комуникасьонес. С клубом Уилсон четыре раза выиграл национальное первенство.

## Международная карьера
22 июня 2008 года в отборочном матче чемпионата мира 2014 против сборной Сент-Люсии Лалин дебютировал за сборную Гватемалы. 7 июня 2015 года в товарищеском матче против сборной Уругвая Уилсон забил свой первый гол за национальную команду.
В 2015 году Лалин в составе сборной принял участие в розыгрыше Золотого кубка КОНКАКАФ. На турнире он сыграл в матче против сборной Кубы, сборной Мексики и Тринидада и Тобаго.

### Голы за сборную Гватемалы
| #   | Дата        | Место                           | Противник | Счёт | Результат | Соревнование      |
| --- | ----------- | ------------------------------- | --------- | ---- | --------- | ----------------- |
| 01. | 7 июня 2015 | Сентенарио, Монтевидео, Уругвай | Уругвай   | 5:1  | 5:1       | Товарищеский матч |

## Достижения
«Комуникасьонеc»
- Чемпионат Гватемалы по футболу — Апертура 2013
- Чемпионат Гватемалы по футболу — Клаусура 2014
- Чемпионат Гватемалы по футболу — Апертура 2014
- Чемпионат Гватемалы по футболу — Клаусура 2015